# Finále Fed Cupu 2018
Finále Fed Cupu 2018 představovalo vyvrcholení 56. ročníku největší každoročně hrané týmové soutěže v ženském sportu. Fed Cup jako soupeření ženských reprezentačních družstev v tenise vznikl roku 1963 v podobě světového poháru v tenise (The World Cup of Tennis).
V nejvyšší osmičlenné úrovni sezóny 2018 – světové skupině – došel do finále výběr obhájkyň trofeje ze Spojených států amerických a jejich vyzyvatelek z České republiky. Oba týmy do Prahy přijely jako historicky nejúspěšnější družstva, když společně získaly více než polovinu všech trofejí. Američanky vyhrály soutěž osmnáctkrát. Češky triumfovaly desetkrát.
Dějištěm finále se ve dnech 10. a 11. listopadu 2018 stala pražská O2 arena. Oba výběry se v minulosti utkaly dvanáctkrát a americký tým držel výrazně aktivní bilanci výher 10–2.
Česká republika získala jedenáctou trofej, a šestou za předchozích osm ročníků, když Spojené státy porazila 3–0 na zápasy. Dva body vybojovala Kateřina Siniaková a jeden přidala Barbora Strýcová. Ta, společně s Lucií Šafářovou, ukončila fedcupovou kariéru. Rozhodující třetí bod Siniakové se zrodil v druhém nejdelším zápase české fedcupové historie, když za 3.44 hodin zdolala Sofii Keninovou ve třech setech. Na rekordně dlouhý duel českého týmu z finále Fed Cupu 2016 utkání ztratilo čtyři minuty. V závěru třetí sady přitom Češka odvrátila dva mečboly. Petra Kvitová si připsala šestý titul, čímž se zařadila na třetí místo historických statistik po bok Američanky Rosemary Casalsové. Petr Pála, rovněž šestým vavřínem, navýšil vedení mezi nehrajícími kapitány soutěže.

## Historie finalistů
| Úspěšnost ve finále |       |      |
| Česko               | 10–1  | 91 % |
| Spojené státy       | 18–11 | 62 % |

Česká republika vstoupila do finále s deseti tituly jako druhý celek historických tabulek soutěže. V předchozích sedmi ročnících 2011–2017 tým utrpěl pouze dvě prohry, nejprve v semifinále 2013 proti Italkám a poté v téže fázi 2017 s Američankami, zbývajících devatenáct mezistátních střetnutí dovedl k vítězství. V rámci samostatného státu – od roku 1993, vyhrály české reprezentantky pětkrát v letech 2011, 2012, 2014, 2015 a 2016. Dalších pět titulů z let 1975, 1983, 1984, 1985 a 1988 získaly v rámci československého fedcupového družstva. Češky jsou jedním ze dvou týmů od nastolení formátu domácích a venkovních zápasů, které dokázaly získat titul bez odehraného utkání na domácí půdě a to v letech 2011 a 2016.
Mezinárodní tenisová federace pojímá Českou republiku jako nástupce Československa. Do statistik tak byly Češkám připsány všechny výsledky od roku 1963. Řídící organizací reprezentačního družstva je Český tenisový svaz.
Helena Suková zaznamenala nejvíce 57 vítězných zápasů a odehrála nejvyšší počet 13 ročníků. Nejdelší šňůra neporazitelnosti české reprezentace činí devatenáct zápasů od července 1983 do července 1986.
Spojené státy americké vyhrály soutěž osmnáctkrát a stojí v čele historických tabulek. Ve Fed Cupu debutovaly v premiérové sezóně 1963, kdy vyhrály titul. Do roku 2018 zůstávaly jednou ze čtyř zemí, které odehrály všech 56 ročníků. Poslední předchozí trofej vybojovaly v roce 2017 po sedmnáctiletém období čekání. Jedenáctkrát skončily jako poražený finalista. Do světové skupiny se americké tenistky naposledy vrátily v sezóně 2017 po dvouletém období ve druhé nejvyšší úrovni. Do finále vstoupily se sedmizápasovou neporazitelností, když naposledy předtím prohrály ve světové baráži 2015. Řídící organizací reprezentačního družstva je národní svaz United States Tennis Association.
Týmovým statistikám vévodila bývalá světová jednička Chris Evertová, která vyhrála celkově 57 zápasů, z toho čtyřicet dvouher a nastoupila do čtyřiceti dvou mezistátních utkání. Do nejvyššího počtu jedenácti ročníků nastoupila bývalá první hráčka žebříčku Lindsay Davenportová Nejdelší šňůra 38zápasové neporazitelnosti Američanek začala v úvodním kole světové skupiny 1976 proti Izraeli a skončila v semifinále světové skupiny 1983 s Československem.

## Utkání amerického a českého týmu
Americký tým se do roku 2018 s českým družstvem utkal celkově dvanáctkrát a držel výrazně vyšší aktivní bilanci výher 10–2. Do statistik byly započítány všechny duely od založení soutěže v roce 1963, včetně zápasů československého výběru.
Spojené státy nastoupily osmkrát proti předchozímu státnímu útvaru – Československu. Samostatná Česká republika pak odehrála s výběrem Američanek čtyři utkání v ročnících 1994, 2003, 2009 a 2017. Devět z dvanácti zápasů připadlo na semifinále či finále. První střetnutí se odehrálo na berlínské antuce v semifinále 1980. Spojené státy jej vyhrály, stejně jako další duel v téže fázi ročníku 1982. Premiérové vítězství československých hráček přišlo v curyšském semifinále 1983. Druhá a poslední předchozí výhra Československa následovala ve finále 1985, hraném na neutrální půdě v Nagoje. Postaraly se o ni Mandlíková se Sukovou. Na pražské Štvanici se oba výběry střetly opět ve finále 1986. Vítězně z něj vyšly Američanky, když Evertová zdolala Sukovou a Navrátilová přehrála Mandlíkovou. V témže složení si Američanky připsaly výhru i v tokijském semifinále 1989. V posledním předchozím klání uspěly americké tenistky na domácí půdě v semifinále 2017.

## Finalisté

### Česko
Fedcupovému týmu České republiky patřilo v době konání finále 1. místo na žebříčku ITF. Nehrajícím kapitánem byl Petr Pála.
| Cesta do finále |           |     |
| Čtvrtfinále     | Švýcarsko | 3:1 |
| Semifinále      | Německo   | 4:1 |

V únorovém čtvrtfinále přivítala česká reprezentace na tvrdém povrchu pražské O2 areny Švýcarsko, které porazila 3:1 na zápasy. O postupujícím bylo rozhodnuto již po třech dvouhrách. Světová pětka Karolína Plíšková se omluvila pro gastroenteritidu. Oba své singly vyhrála dvojka týmu Petra Kvitová, nejdříve s Viktorijí Golubicovou a v neděli i s Belindou Bencicovou. Tuto Švýcarku zdolala v sobotu také Barbora Strýcová. Závěrečná čtyřhra za rozhodnutého stavu vyzněla pro švýcarský pár Timea Bacsinszká a Jil Teichmannová, které přehrály Lucii Šafářovovou se Strýcovou. Češky tak navýšily aktivní vzájemnou bilanci mezistátních utkání na 7:1 a podesáté v řadě postoupily do semifinále.
Češky v dubnu odehrály semifinále proti Německu, které zdolaly 4:1 na zápasy. Ve stuttgartské Porsche-Arena byl položen antukový dvorec. Po vítězství nad jedenáctou ženou žebříčku Julií Görgesovou poslala světová desítka Kvitová družstvo do vedení. Udržela tak neporazitelnost v úvodních hracích dnech, když v sobotních dvouhrách navýšila svůj celkový poměr výher na 10:0. Druhé sobotní vítězství zařídila jednička týmu a světová šestka Karolína Plíšková s Kerberovou, čímž zvýšila stav na 2:0. V úvodním nedělním singlu však podlehla Görgesové, což z pohledu Němek znamenalo korekci stavu na 1:2. Třetí rozhodující bod pak přidala Kvitová v duelu se světovou dvanáctkou Angelique Kerberovou. Tím se po Sukové, Mandlíkové a Novotné stala čtvrtou Češkou s 30 vyhranými utkáními ve Fed Cupu. Bod ze závěrečné čtyřhry připadl Kateřině Siniakové se Strýcovou v důsledku skreče Görgesové s Grönefeldovou po prohraném prvním setu Němek. Výrazně aktivní vzájemnou bilanci mezistátních utkání zvýšil český výběr na 8:1 a pošesté za předchozích osm ročníků prošel do finále.

#### Nominace
Kapitán Pála oznámil finálovou sestavu 31. října 2018 v nejsilnější možné sestavě. Původně nominovaná dvojka týmu a světová osmička, Karolína Plíšková, se 3. listopadu omluvila pro natržený lýtkový sval a chronické potíže se zápěstím. Místo ve výběru tak získala Barbora Krejčíková z počátku třetí světové stovky. Jedničkou družstva se stala sedmá hráčka žebříčku Petra Kvitová, dvojkou Kateřina Siniaková a trojkou Barbora Strýcová, obě z počátku čtvrté desítky klasifikace. Siniaková s Krejčíkovou byly zároveň světovými jedničkami ve čtyřhře. Kvitová do zápasu nezasáhla v důsledku prodělané virózy. Poprvé tak ve Fed Cupu jako nominovaná členka týmu nenastoupila na dvorec.
| Petra Kvitová                                                                             | Petra Kvitová | Petra Kvitová |
| ----------------------------------------------------------------------------------------- | ------------- | ------------- |
| Narození                                                                                  |               |               |
| datum: 8. března 1990 (28 let) místo: Bílovec, Československo                             |               |               |
| Žebříček WTA (dvouhra / čtyřhra)                                                          |               |               |
| nejvýše: 2. / 196. aktuální: 7. / —                                                       |               |               |
| Fed Cup                                                                                   |               |               |
| debut: 2007 zápasů: 22 nejlépe: vítězka 2011, 2012, 2014–2016 dvouhra: 30–10 čtyřhra: 0–1 |               |               |
| fedcupový profil Archivováno 18. 10. 2016 na Wayback Machine.                             |               |               |
| Tituly 2018                                                                               |               |               |
| Petrohradd, Dauhád, Prahad, Madridd, Birminghamd                                          |               |               |
| jednička týmu                                                                             |               |               |

| Kateřina Siniaková                                                       | Kateřina Siniaková | Kateřina Siniaková |
| ------------------------------------------------------------------------ | ------------------ | ------------------ |
| Narození                                                                 |                    |                    |
| datum: 10. května 1996 (22 let) místo: Hradec Králové, Česko             |                    |                    |
| Žebříček WTA (dvouhra / čtyřhra)                                         |                    |                    |
| nejvýše: 31. / 1. aktuální: 31. / 1.                                     |                    |                    |
| Fed Cup                                                                  |                    |                    |
| debut: 2017 zápasů: 3 nejlépe: semifinále 2017 dvouhra: 1–1 čtyřhra: 1–2 |                    |                    |
| fedcupový profil Archivováno 11. 11. 2018 na Wayback Machine.            |                    |                    |
| Tituly 2018                                                              |                    |                    |
| French Openč, Wimbledonč                                                 |                    |                    |
| dvojka týmu                                                              |                    |                    |

| Barbora Strýcová                                                                           | Barbora Strýcová | Barbora Strýcová |
| ------------------------------------------------------------------------------------------ | ---------------- | ---------------- |
| Narození                                                                                   |                  |                  |
| datum: 28. března 1986 (32 let) místo: Plzeň, Československo                               |                  |                  |
| Žebříček WTA (dvouhra / čtyřhra)                                                           |                  |                  |
| nejvýše: 16. / 5. aktuální: 33. / 5.                                                       |                  |                  |
| Fed Cup                                                                                    |                  |                  |
| debut: 2002 zápasů: 19 nejlépe: vítězka 2011, 2014, 2015, 2016 dvouhra: 10–7 čtyřhra: 11–4 |                  |                  |
| fedcupový profil Archivováno 18. 10. 2016 na Wayback Machine.                              |                  |                  |
| Tituly 2018                                                                                |                  |                  |
| Indian Wellsč, New Havenč, Pekingč                                                         |                  |                  |
| trojka týmu                                                                                |                  |                  |

| Barbora Krejčíková                                            | Barbora Krejčíková | Barbora Krejčíková |
| ------------------------------------------------------------- | ------------------ | ------------------ |
| Narození                                                      |                    |                    |
| datum: 18. prosince 1995 (22 let) místo: Ivančice, Česko      |                    |                    |
| Žebříček WTA (dvouhra / čtyřhra)                              |                    |                    |
| nejvýše: 121. / 1. aktuální: 203. / 1.                        |                    |                    |
| Fed Cup                                                       |                    |                    |
| debut: — zápasů: 0 nejlépe: — dvouhra: 0–0 čtyřhra:0–0        |                    |                    |
| fedcupový profil Archivováno 11. 11. 2018 na Wayback Machine. |                    |                    |
| Tituly 2018                                                   |                    |                    |
| French Openč, Wimbledonč                                      |                    |                    |
| čtyřka týmu                                                   |                    |                    |

### Spojené státy americké
Fedcupovému týmu Spojených států amerických patřilo v době konání finále 2. místo na žebříčku ITF. Nehrající kapitánkou byla Kathy Rinaldiová.
| Cesta do finále |            |     |
| Čtvrtfinále     | Nizozemsko | 3:1 |
| Semifinále      | Francie    | 3:2 |

V severokarolínském čtvrtfinále proti Nizozemsku rozhodly Američanky utkání v prvních třech dvouhrách a zvítězily 3:1 na zápasy. Dva body zařídila světová osmička Venus Williamsová po výhrách nad Arantxou Rusovou i Richèl Hogenkampovou. Jedním bodem v sobotu přispěla také osmnáctá hráčka žebříčku Coco Vandewegheová. V závěrečné čtyřhře získal bod útěchy nizozemský pár Lesley Kerkhoveová a Demi Schuursová po vítězství nad sestrami Venus a Serenou Williamsovými. Mladší ze sester se tímto utkáním vrátila na okruh po mateřských povinnostech. Úvodní zápas pro starší sourozenkyni, Venus Williamsovou, znamenal jubilejní 1 000. dvouhru v profesionální kariéře. Američanky navýšily aktivní poměr vzájemných zápasů na 7–2.
V dubnovém semifinále americký výběr zavítal do Aix-en-Provence, kde jej na halové antuce přivítala Francie. Američanky triumfovaly 3:2 na zápasy, když rozhodující bod získala ve čtvrté dvouhře Keysová. Světová devítka Sloane Stephensová zdolala Francouzky Pauline Parmentierovou a Kristinu Mladenovicovou. V sobotním singlu si naopak Mladenovicová poradila s Coco Vandewegheovou. Tu pro nedělní program nahradila světová třináctka Madison Keysová, jejíž výhra nad Parmentierovou znamenala postup do finále. V závěrečném deblu korigovalo výsledek na 2:3 francouzské duo Amandine Hesseová a Mladenovicová.

#### Nominace
V americkém družstvu se omluvily tři nejvýše postavené singlistiky, světová šestka Sloane Stephensová, šestnáctka Serena Williamsová i sedmnáctka Madison Keysová, která si navíc poranila koleno na WTA Elite Trophy, hraném v předcházejícím týdnu. Součástí nebyly také čtyřicátá hráčka žebříčku Venus Williamsová a americká deblová jednička Coco Vandewegheová. Nehrající kapitánka Rinaldiová, jejíž fedcupová bilance na lavičce od roku 2017 činila 5–0, tak nominovala tři další nejvýše postavené singlistky: Danielle Collinsovou, Sofii Keninovou a Alison Riskeovou. Sestavu doplnila o americkou deblovou dvojku a světovou patnáctku ve čtyřhře Nicole Melicharovou, která se narodila českým rodičům v Brně. Vyjma Riskeové neodehrála žádná členka týmu před finále ani jeden zápas. Naposledy předtím se debutantkou ve finálovém duelu stala Vandewhegheová v roce 2010.
| Danielle Collinsová                                                    | Danielle Collinsová | Danielle Collinsová |
| ---------------------------------------------------------------------- | ------------------- | ------------------- |
| Narození                                                               |                     |                     |
| datum: 13. prosince 1993 (24 let) místo: St. Petersburg, Spojené státy |                     |                     |
| Žebříček WTA (dvouhra / čtyřhra)                                       |                     |                     |
| nejvýše: 35. / 399. aktuální: 36. / 410.                               |                     |                     |
| Fed Cup                                                                |                     |                     |
| debut: — zápasů: 0 nejlépe: — dvouhra: 0–0 čtyřhra: 0–0                |                     |                     |
| fedcupový profil Archivováno 13. 11. 2018 na Wayback Machine.          |                     |                     |
| Tituly 2018                                                            |                     |                     |
| —                                                                      |                     |                     |
| jednička týmu                                                          |                     |                     |

| Sofia Keninová                                                | Sofia Keninová | Sofia Keninová |
| ------------------------------------------------------------- | -------------- | -------------- |
| Narození                                                      |                |                |
| datum: 14. listopadu 1998 (19 let) místo: Moskva, Rusko       |                |                |
| Žebříček WTA (dvouhra / čtyřhra)                              |                |                |
| nejvýše: 48. / 128. aktuální: 52. / 138.                      |                |                |
| Fed Cup                                                       |                |                |
| debut: — zápasů: 0 nejlépe: — dvouhra: 0–0 čtyřhra:0–0        |                |                |
| fedcupový profil Archivováno 13. 11. 2018 na Wayback Machine. |                |                |
| Tituly 2018                                                   |                |                |
| —                                                             |                |                |
| dvojka týmu                                                   |                |                |

| Alison Riskeová                                                       | Alison Riskeová | Alison Riskeová |
| --------------------------------------------------------------------- | --------------- | --------------- |
| Narození                                                              |                 |                 |
| datum: 3. července 1990 (28 let) místo: Pittsburgh, Spojené státy     |                 |                 |
| Žebříček WTA (dvouhra / čtyřhra)                                      |                 |                 |
| nejvýše: 36. / 78. aktuální: 63. / 317.                               |                 |                 |
| Fed Cup                                                               |                 |                 |
| debut: 2014 zápasů: 3 nejlépe: vítězka 2017 dvouhra: 1–1 čtyřhra: 0–1 |                 |                 |
| fedcupový profil Archivováno 13. 11. 2018 na Wayback Machine.         |                 |                 |
| Tituly 2018                                                           |                 |                 |
| —                                                                     |                 |                 |
| trojka týmu                                                           |                 |                 |

| Nicole Melicharová                                            | Nicole Melicharová | Nicole Melicharová |
| ------------------------------------------------------------- | ------------------ | ------------------ |
| Narození                                                      |                    |                    |
| datum: 29. července 1993 (25 let) místo: Brno, Česko          |                    |                    |
| Žebříček WTA (dvouhra / čtyřhra)                              |                    |                    |
| nejvýše: 400. / 15. aktuální: 876. / 15.                      |                    |                    |
| Fed Cup                                                       |                    |                    |
| debut: — zápasů: 0 nejlépe: — dvouhra: 0–0 čtyřhra:0–0        |                    |                    |
| fedcupový profil Archivováno 13. 11. 2018 na Wayback Machine. |                    |                    |
| Tituly 2018                                                   |                    |                    |
| Prahač, Tchien-ťinč, Wimbledonmix                             |                    |                    |
| čtyřka týmu                                                   |                    |                    |

## Program
| Finále Fed Cupu 2018   |                                       |                                        |                    |      |            |                 |
| Zápas                  | Česko                                 | Spojené státy                          | výsledek           | stav | statistiky | Vítěz           |
| Sobota – 10. listopadu |                                       |                                        |                    |      |            |                 |
| 1. dvouhra             | Barbora Strýcová [2]                  | Sofia Keninová [1]                     | 6–7(5–7), 6–1, 6–4 | 1:0  | statistiky |                 |
| 2. dvouhra             | Kateřina Siniaková [1]                | Alison Riskeová [2]                    | 6–3, 7–6(7–2)      | 2:0  | statistiky |                 |
| Neděle – 11. listopadu |                                       |                                        |                    |      |            |                 |
| 3. dvouhra             | Kateřina Siniaková [1]                | Sofia Keninová [1]                     | 7–5, 5–7, 7–5      | 3:0  | statistiky |                 |
| 4. dvouhra             | Barbora Strýcová [2]                  | Alison Riskeová [2]                    | nehráno            |      | —          |                 |
| čtyřhra                | Kateřina Siniaková Barbora Krejčíková | Danielle Collinsová Nicole Melicharová | nehráno            |      | —          | Česko 11. titul |

## Galerie

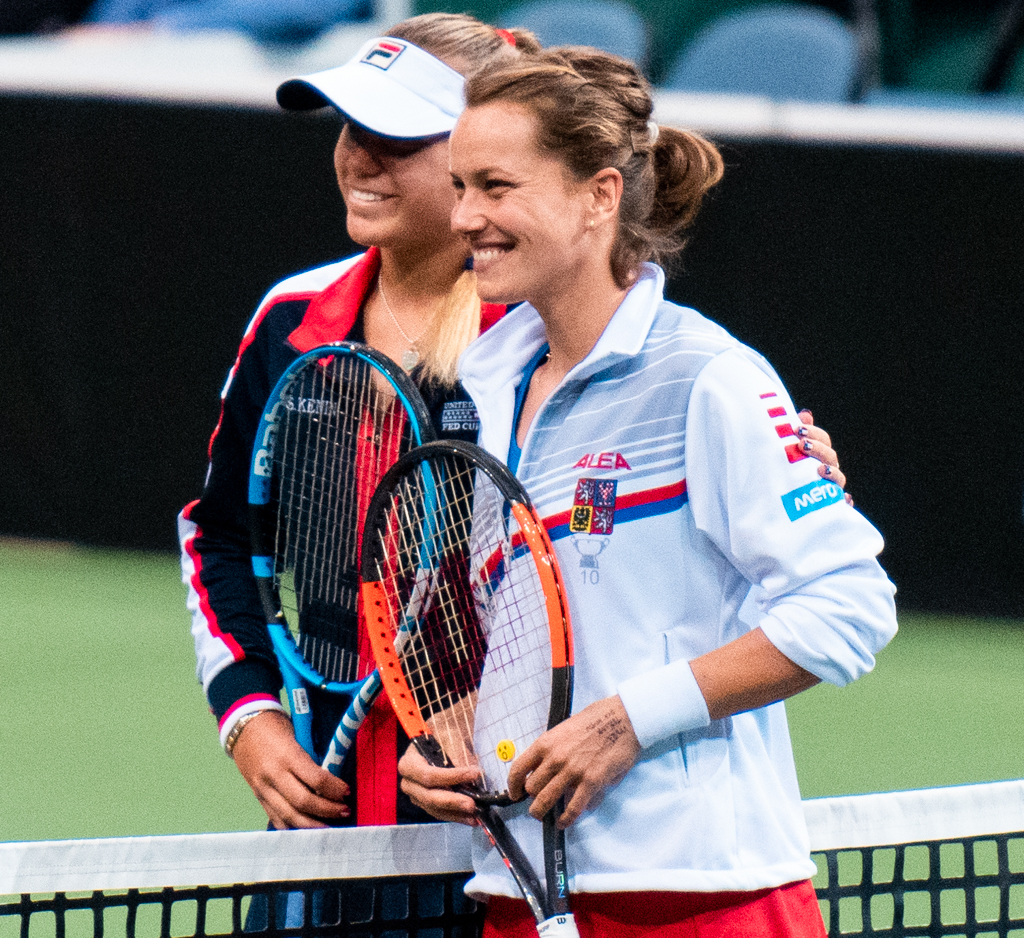
Sofia Keninová vs. Barbora Strýcová
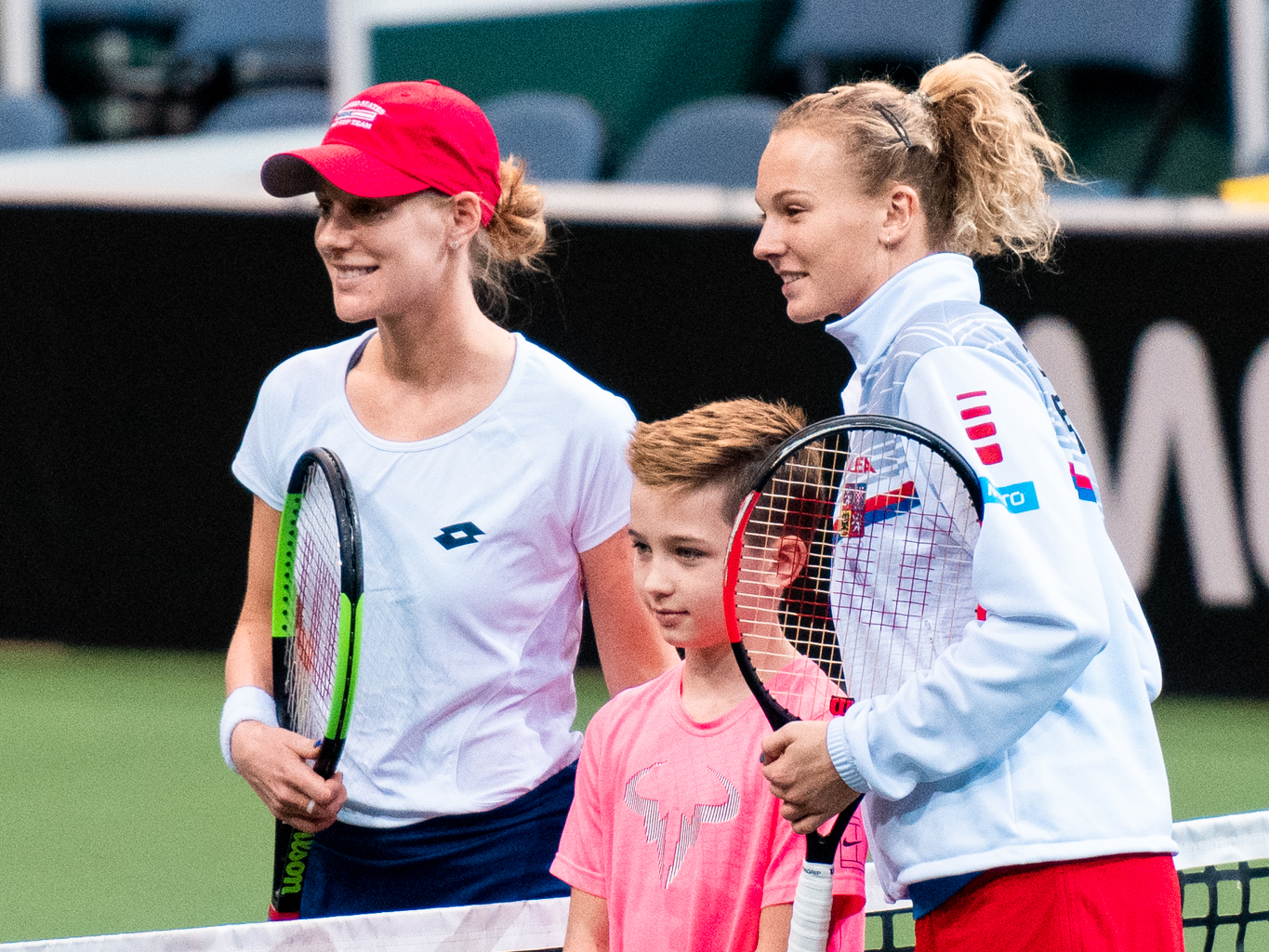
Alison Riskeová vs. Kateřina Siniaková
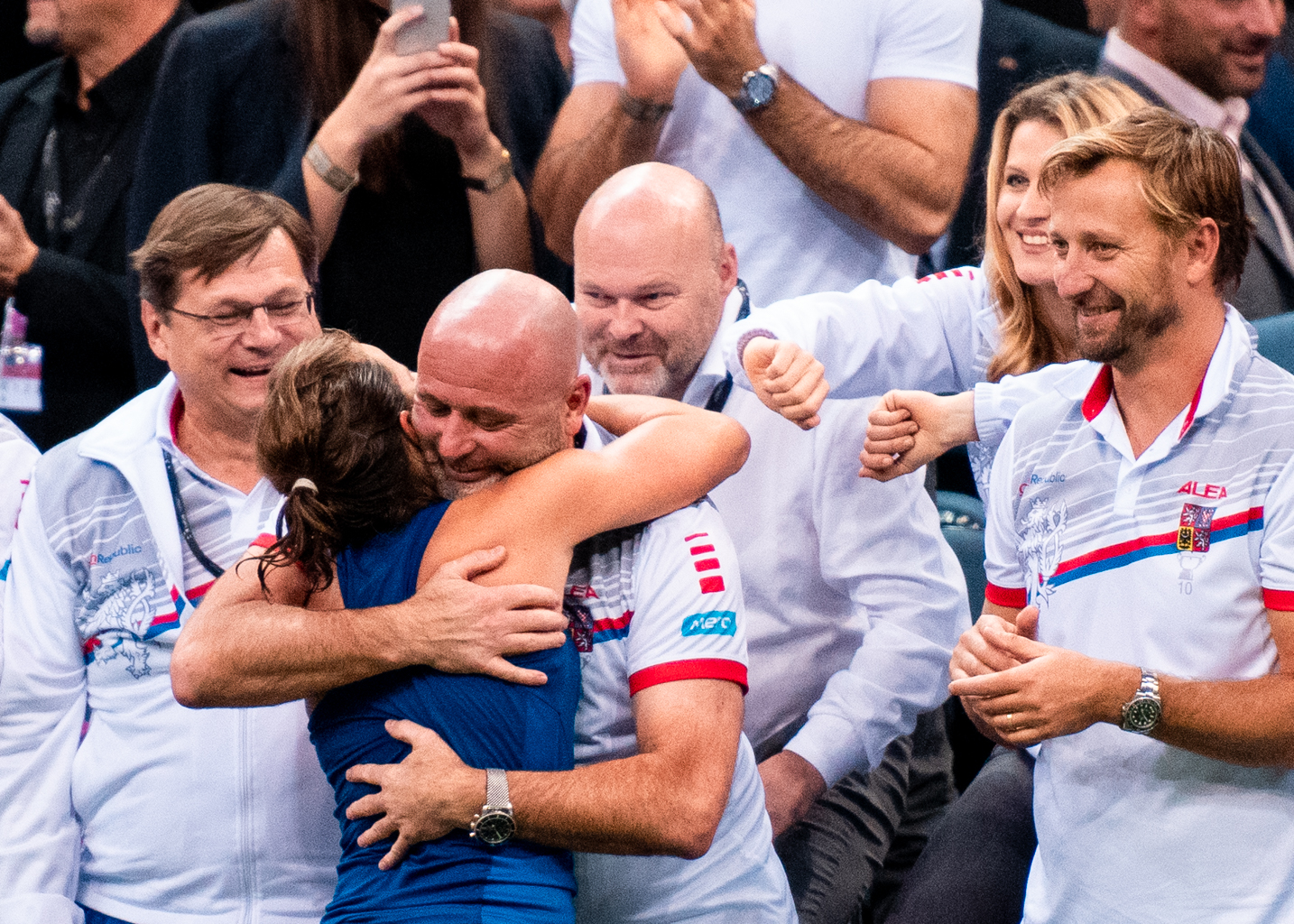
Strýcová v objetí s trenérem Kotyzou
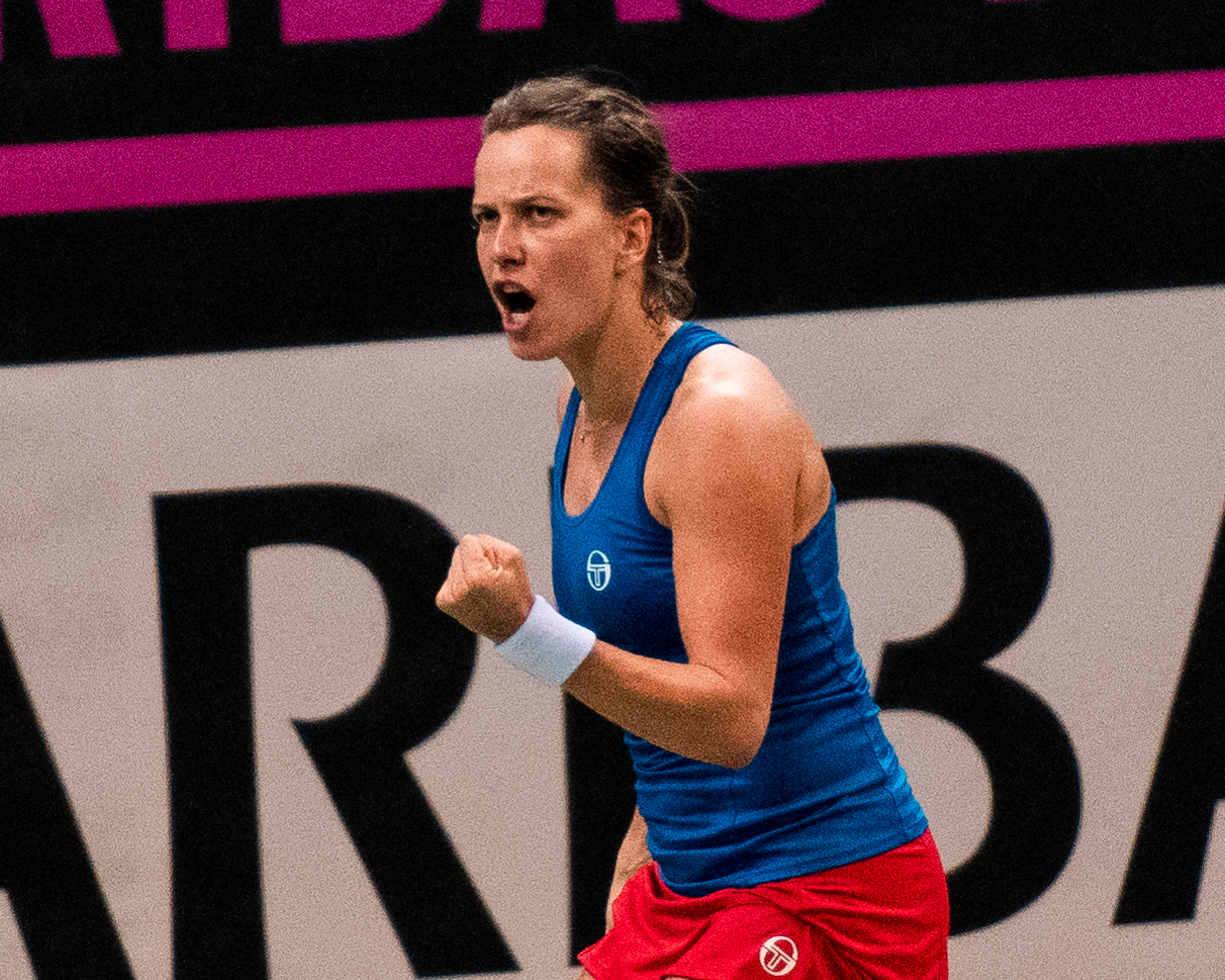
Barbora Strýcová v úvodní dvouhře
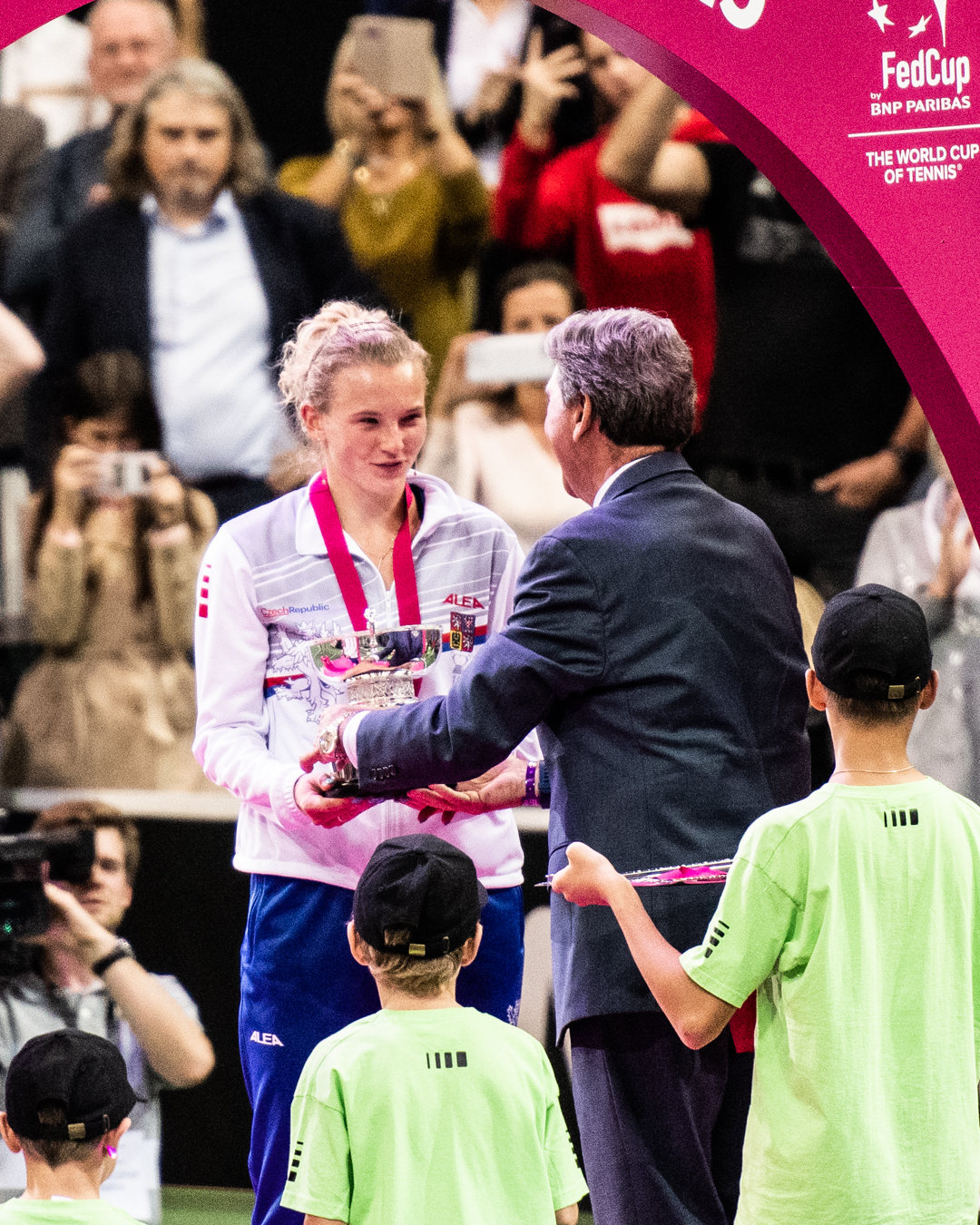
Kateřina Siniaková při ceremoniálu
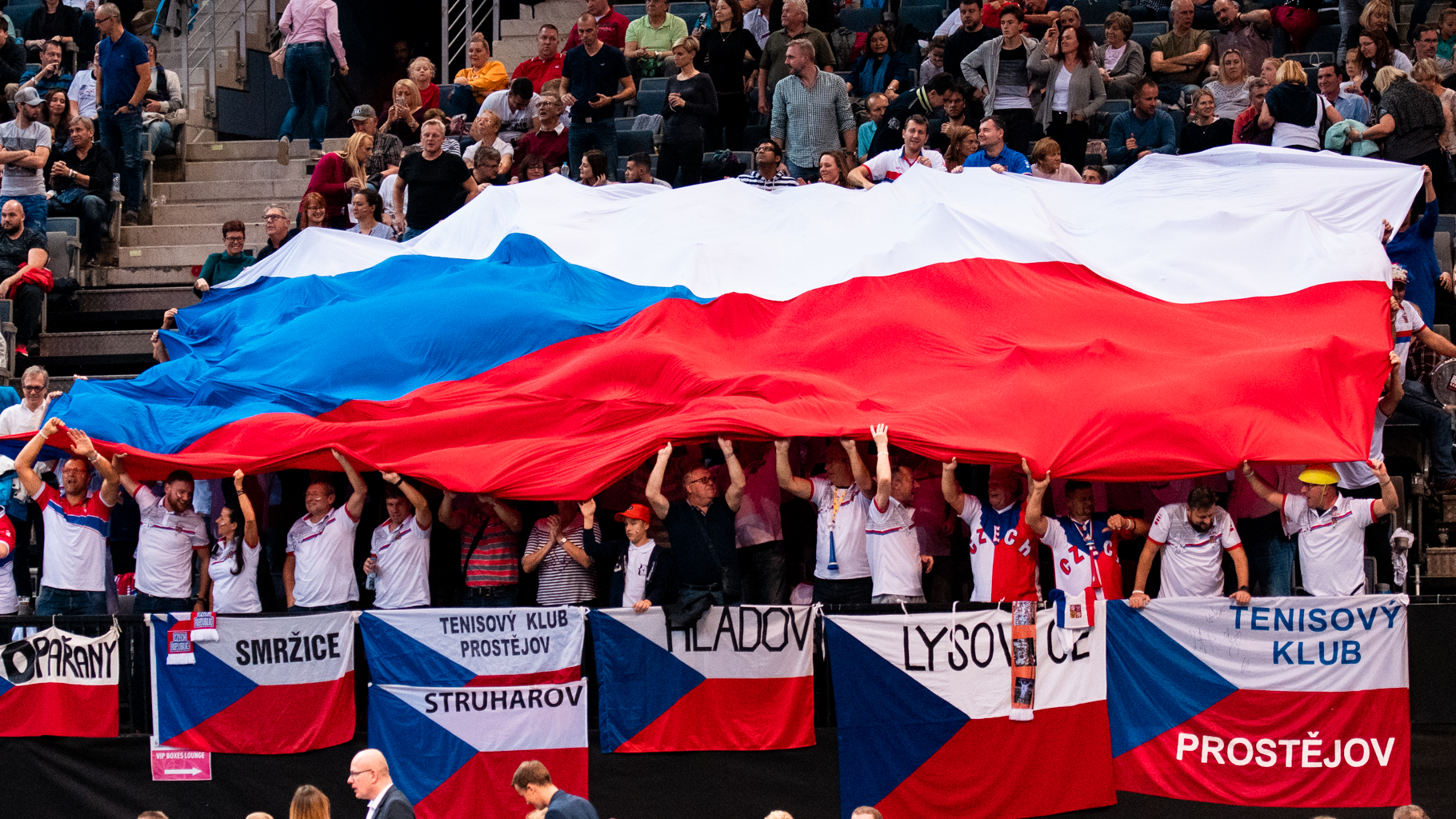
Fanoušci českého týmu
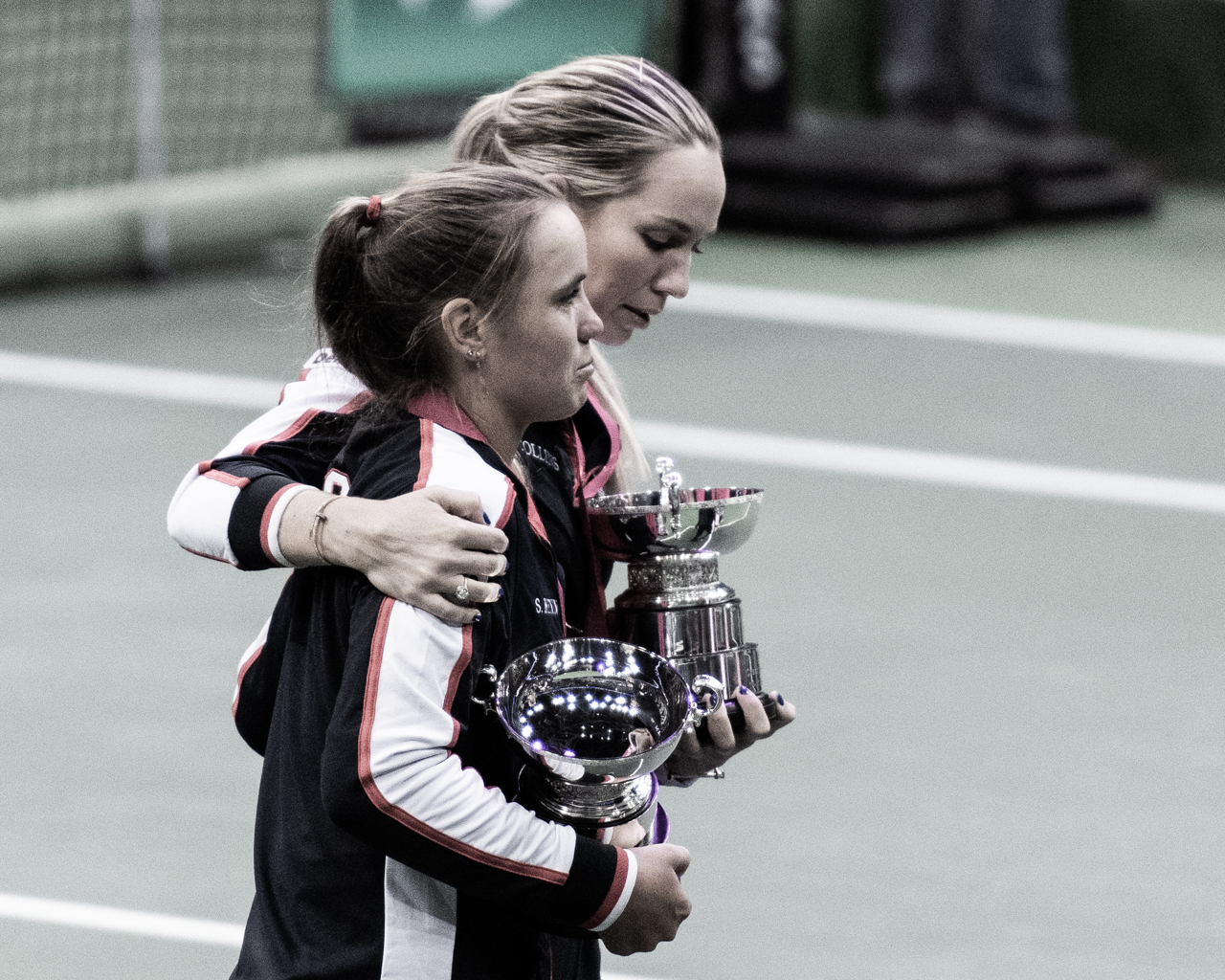
Zklamané Američanky Sofia Keninová a Danielle Collinsová

## Celkové statistiky zápasů

### Sobota

#### 1. dvouhra: Strýcová–Keninová
| Statistiky celého utkání                                                                                       | Statistiky celého utkání      | Statistiky celého utkání |
| Strýcová | Délka zápasu: 2.43 hod        | Keninová                 |
| --- | ----------------------------- | ------------------------ |
| 3 | esa                           | 1                        |
| 4 | dvojchyby                     | 5                        |
| 64 ze 104 = 63 %                                                                                               | úspěšnost 1. podání           | 56 z 90 = 62 %           |
| 40 ze 64 = 63 %                                                                                                | % vítězných míčů po 1. podání | 31 z 56 = 55 %           |
| 33 z 37 = 89 %                                                                                                 | úspěšnost 2. podání           | 29 z 34 = 85 %           |
| 16 z 33 = 48 %                                                                                                 | % vítězných míčů po 2. podání | 16 z 29 = 55 %           |
| 7 z 11 = 64 %                                                                                                  | proměnění brejkbolů           | 4 z 11 = 36 %            |
| 21 | všechny vítězné míče          | 23                       |
| 13 | forhendové vítězné míče       | 12                       |
| 8 | bekhendové vítězné míče       | 11                       |
| 7 z 12 = 58 %                                                                                                  | % úspěšných volejů            | 1 z 3 = 33 %             |
| 32 | vynucené chyby                | 38                       |
| 32 | nevynucené chyby              | 32                       |
| 99 | všechny získané míče          | 92                       |
| Celkový počet míčů na straně tenistky zahrnuje i dvojchyby protihráčky. Nevynucené chyby zahrnují i dvojchyby. |                               |                          |

#### 2. dvouhra: Siniaková–Riskeová
| Statistiky celého utkání                                                                                       | Statistiky celého utkání      | Statistiky celého utkání |
| Siniaková | Délka zápasu: 1.38 hod        | Riskeová                 |
| --- | ----------------------------- | ------------------------ |
| 5 | esa                           | 2                        |
| 2 | dvojchyby                     | 2                        |
| 39 ze 71 = 55 %                                                                                                | úspěšnost 1. podání           | 42 ze 64 = 66 %          |
| 28 z 39 = 72 %                                                                                                 | % vítězných míčů po 1. podání | 24 ze 42 = 57 %          |
| 30 z 32 = 94 %                                                                                                 | úspěšnost 2. podání           | 20 z 22 = 91 %           |
| 15 z 30 = 50 %                                                                                                 | % vítězných míčů po 2. podání | 12 z 20 = 60 %           |
| 4 ze 7 = 57 %                                                                                                  | proměnění brejkbolů           | 3 z 5 = 60 %             |
| 19 | všechny vítězné míče          | 15                       |
| 10 | forhendové vítězné míče       | 14                       |
| 9 | bekhendové vítězné míče       | 1                        |
| 3 z 5 = 60 %                                                                                                   | % úspěšných volejů            | 5 z 9 = 56 %             |
| 22 | vynucené chyby                | 29                       |
| 23 | nevynucené chyby              | 16                       |
| 71 | všechny získané míče          | 64                       |
| Celkový počet míčů na straně tenistky zahrnuje i dvojchyby protihráčky. Nevynucené chyby zahrnují i dvojchyby. |                               |                          |

### Neděle

#### 3. dvouhra: Siniaková–Keninová
| Statistiky celého utkání                                                                                       | Statistiky celého utkání      | Statistiky celého utkání |
| Siniaková | Délka zápasu: 3.44 hod        | Keninová                 |
| --- | ----------------------------- | ------------------------ |
| 5 | esa                           | 0                        |
| 4 | dvojchyby                     | 5                        |
| 74 ze 137 = 54 %                                                                                               | úspěšnost 1. podání           | 98 ze 140 = 70 %         |
| 41 ze 74 = 55 %                                                                                                | % vítězných míčů po 1. podání | 57 z 98 = 58 %           |
| 59 ze 63 = 94 %                                                                                                | úspěšnost 2. podání           | 37 ze 42 = 88 %          |
| 31 z 59 = 53 %                                                                                                 | % vítězných míčů po 2. podání | 12 z 37 = 32 %           |
| 9 z 18 = 50 %                                                                                                  | proměnění brejkbolů           | 8 z 23 = 35 %            |
| 24 | všechny vítězné míče          | 72                       |
| 12 | forhendové vítězné míče       | 23                       |
| 12 | bekhendové vítězné míče       | 19                       |
| 0 z 5 = 0 % | % úspěšných volejů            | 2 ze 4 = 50 %            |
| 45 | vynucené chyby                | 33                       |
| 43 | nevynucené chyby              | 76                       |
| 143 | všechny získané míče          | 134                      |
| Siniaková odvrátila dva mečboly.                                                                               |                               |                          |
| Celkový počet míčů na straně tenistky zahrnuje i dvojchyby protihráčky. Nevynucené chyby zahrnují i dvojchyby. |                               |                          |